# Alexandre de Paris
Alexandre de Paris, właśc. Louis Alexandre Raimon (ur. 6 września 1922 w Saint-Tropez, zm. 3 stycznia 2008 tamże) – francuski fryzjer stylista o międzynarodowej sławie, Kawaler Legii Honorowej.

## Życiorys
Pierwszy zakład fryzjerski założył w 1938 w Cannes. Sławę zdobył, tworząc w 1946 fryzurę żony Agi Khana, Begum. W 1957 otworzył salon w Paryżu, przy rue de Faubourg Saint-Honoré. Współpracował z domami mody Chanel, Grès, Yves Saint Laurent, Hubert de Givenchy, Balmain, Gaultier, Mugler. Był stylistą aktorek: Audrey Hepburn, Lauren Bacall, Lizy Minnelli, Shirley MacLaine, Grety Garbo, Michèle Morgan, Romy Schneider, a także Marii Callas. Jego dziełem były fryzury Elizabeth Taylor w filmie Kleopatra.
Dwukrotnie (w 1963 i 1969) został wyróżniony „Oscarem mody”. Był także Kawalerem Legii Honorowej, Narodowego Orderu Zasługi oraz Orderu Sztuki i Literatury.